# Chionea pyrenaea
Chionea pyrenaea là một loài ruồi trong họ Limoniidae. Chúng phân bố ở miền Cổ bắc.